# Crosia

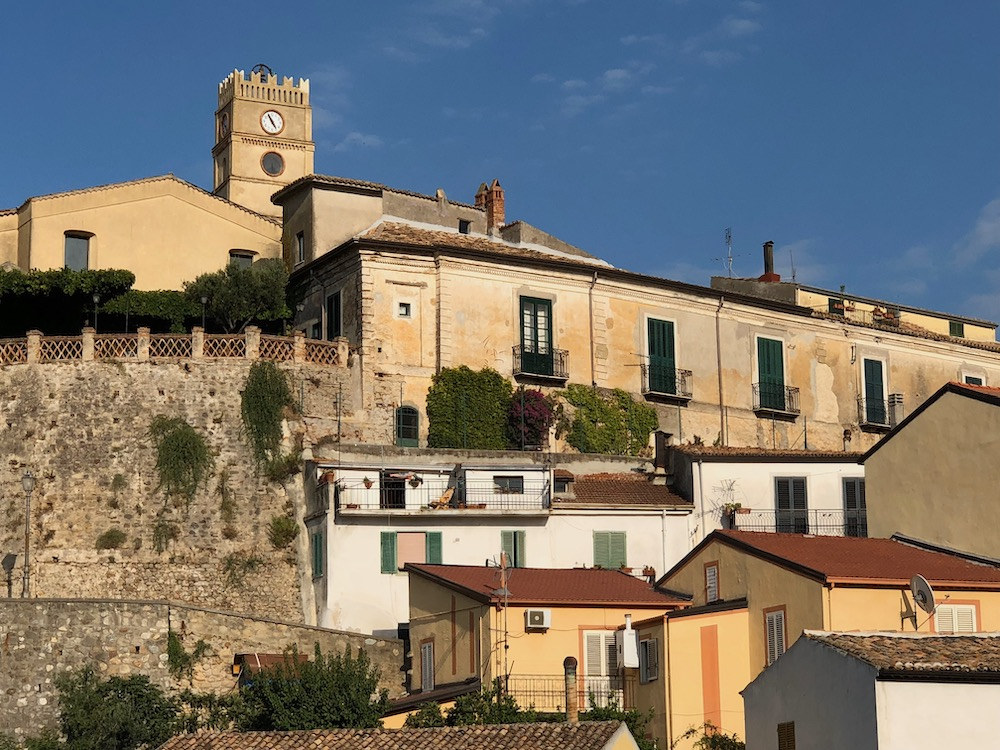

Mirto Crosia ist eine italienische Gemeinde in der Provinz Cosenza in der Region Kalabrien mit 9679 Einwohnern (Stand 31. Dezember 2023).
Mirto Crosia liegt 117 km nordöstlich von Cosenza.
Die Nachbargemeinden sind: Calopezzati und Corigliano-Rossano.

## Geschichte
Crosia wurde in Italien landesweit bekannt durch Berichte über Marienerscheinungen, die sich in der Kirche Madonna della Pietà vom 23. Mai 1987 bis 1992 ereignet haben sollen und die zahlreiche Pilger anzogen.